# Đô đốc Vinogradov (tàu khu trục Nga)
Tàu Đô đốc Vinogradov (tiếng Nga: Адмирал Виноградов) là một tàu khu trục lớp Udaloy của Hải quân Liên Xô và nay của Hải quân Nga, hiện thuộc biên chế của Hạm đội Thái Bình Dương (Nga). Hỗ trợ tàu Đô đốc Vinogradov còn có một tàu chở dầu hạng trung "Penhega" và tàu cứu hộ "SB-522".

## Hình ảnh

widths=200
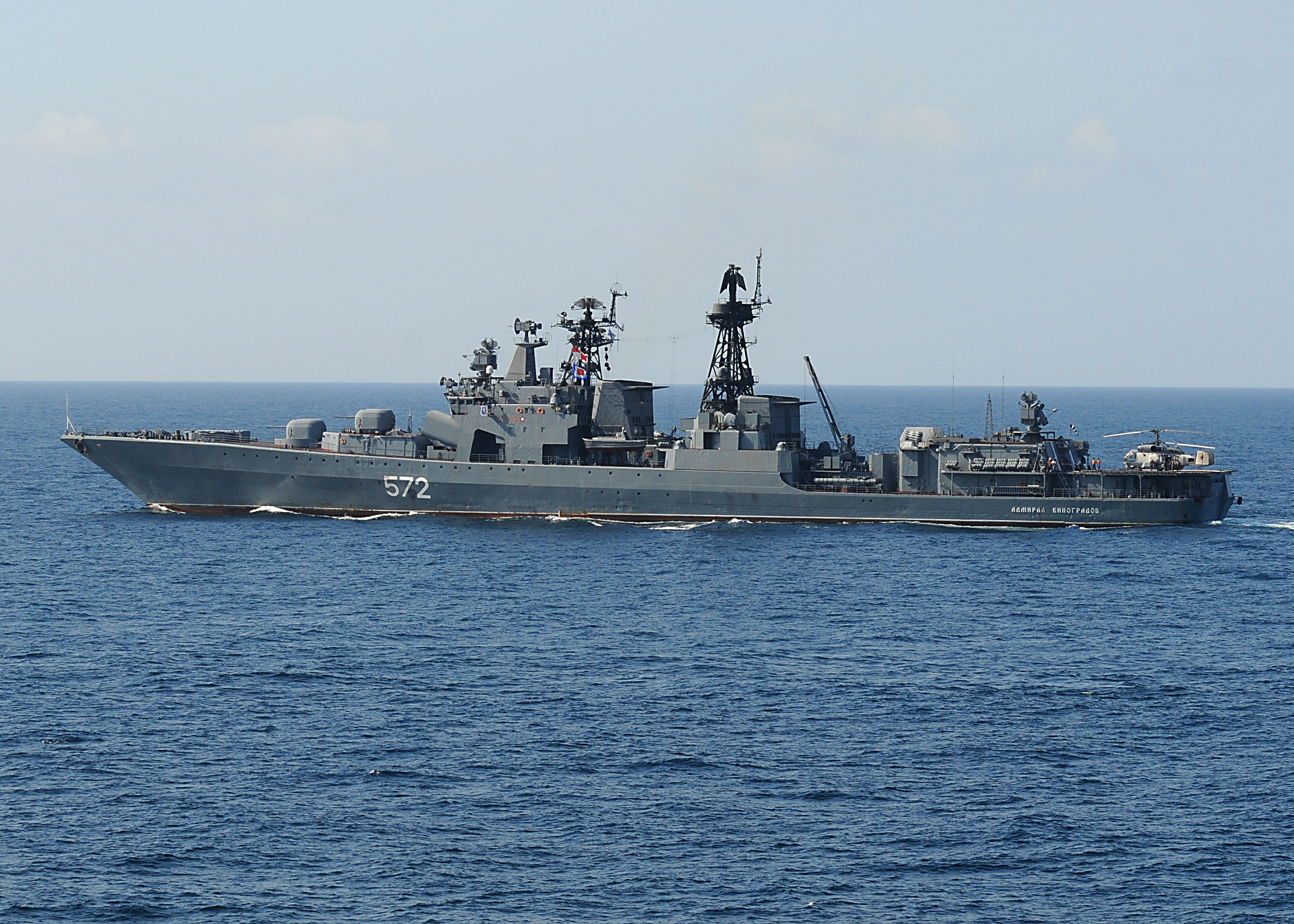
Tàu Đô đốc Vinogradov
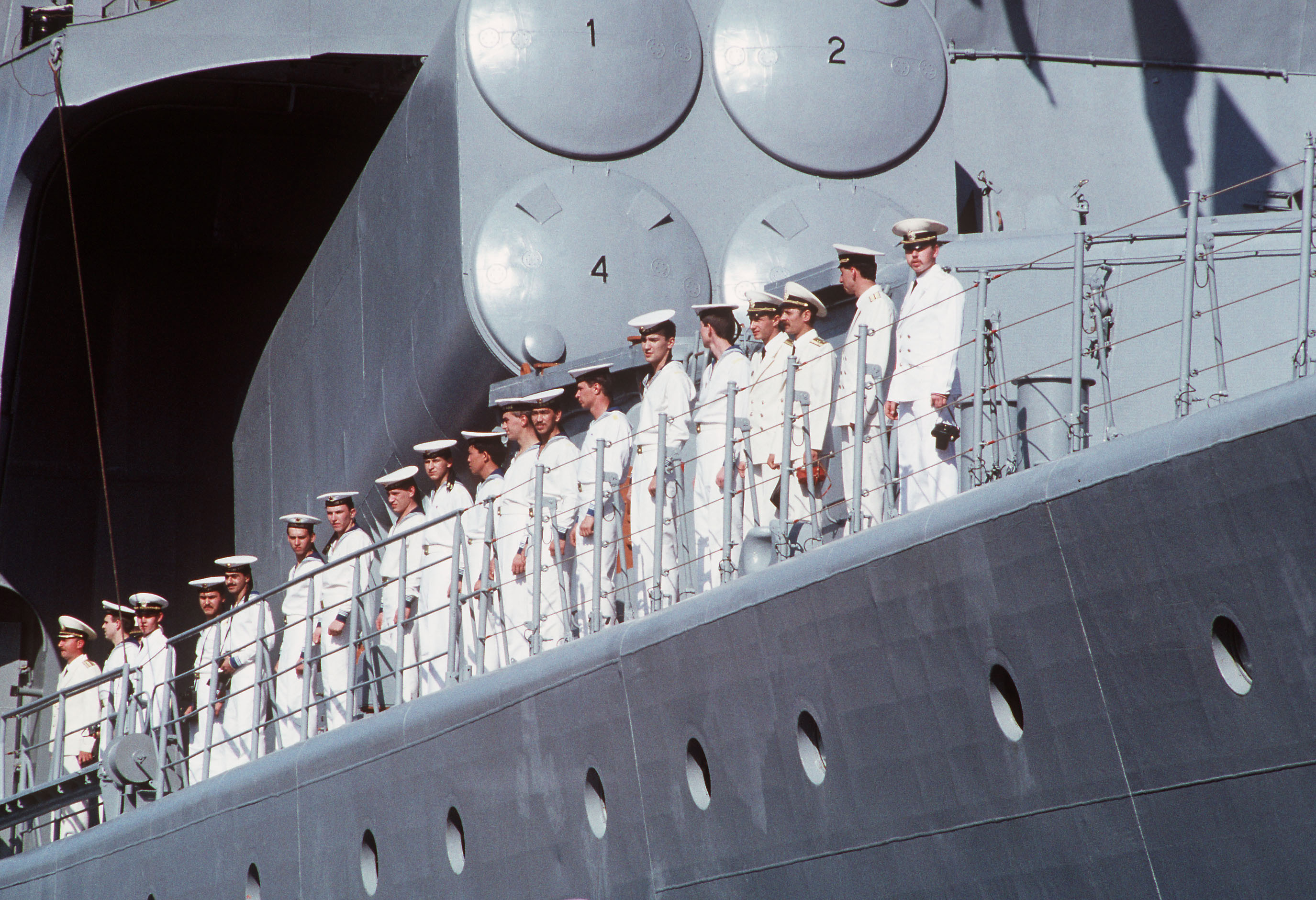
Chiến sĩ
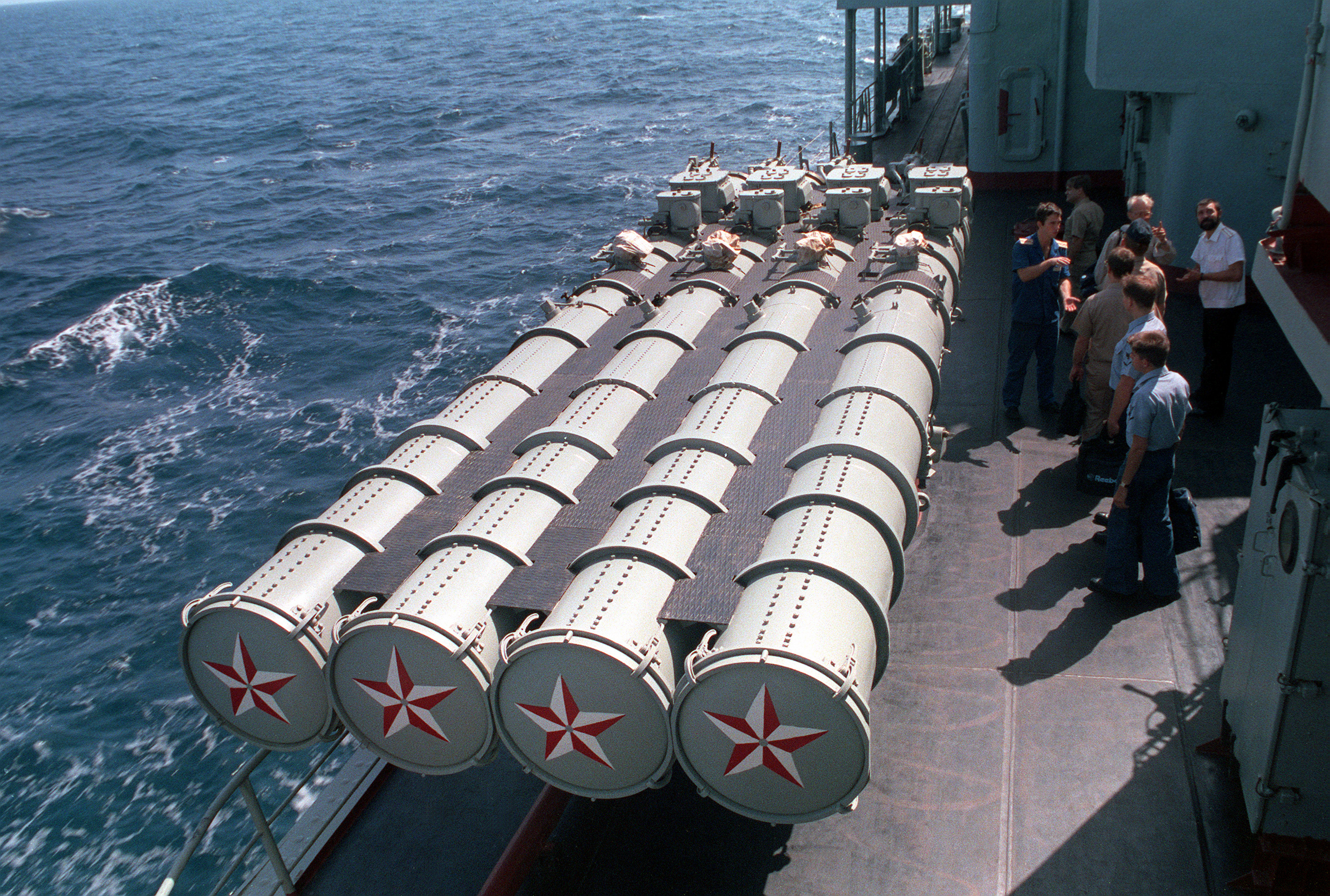
Ống phóng ngư lôi 533 mm ChTA-53-1155
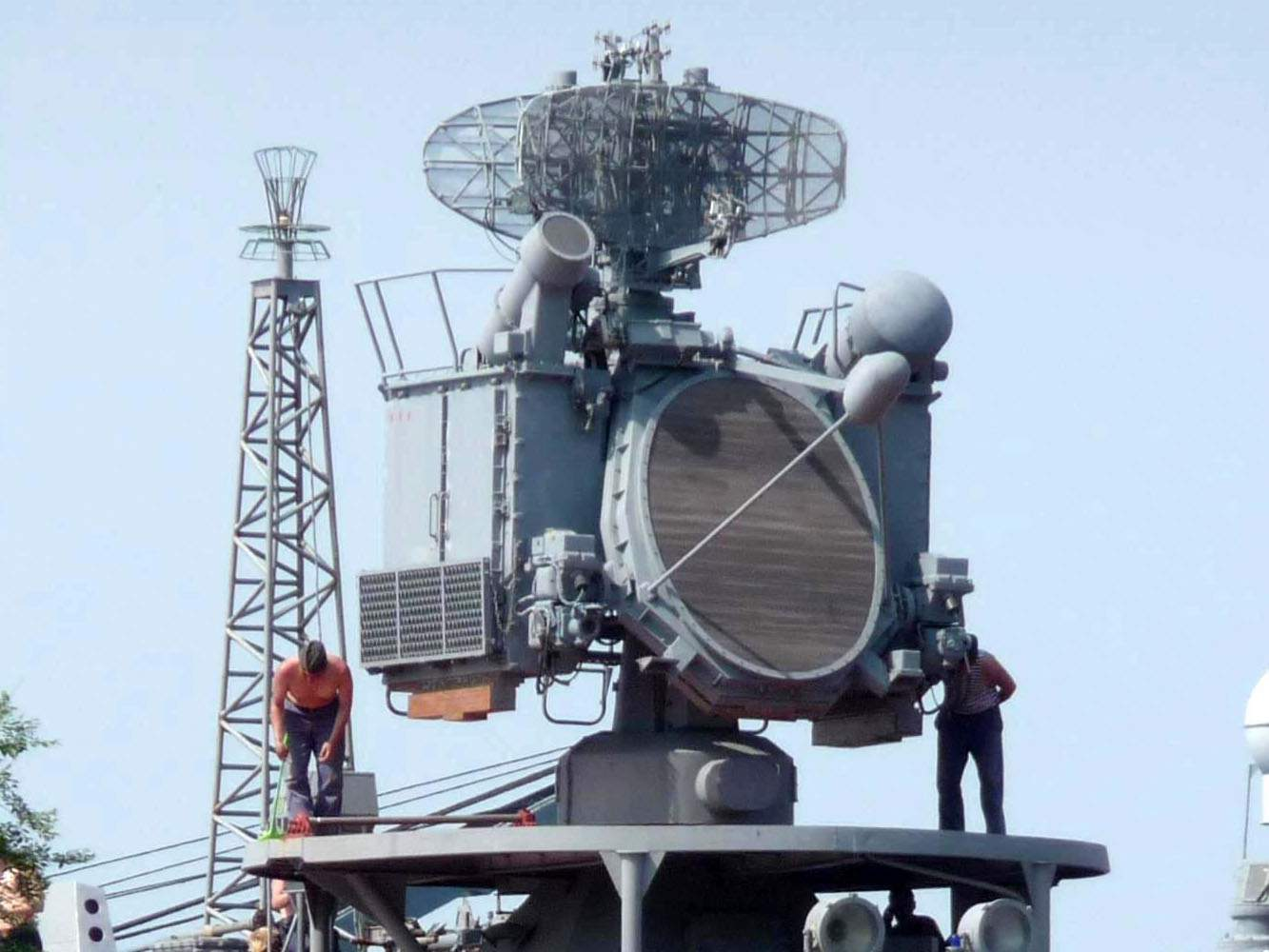
Radar Kinzhal 3R95
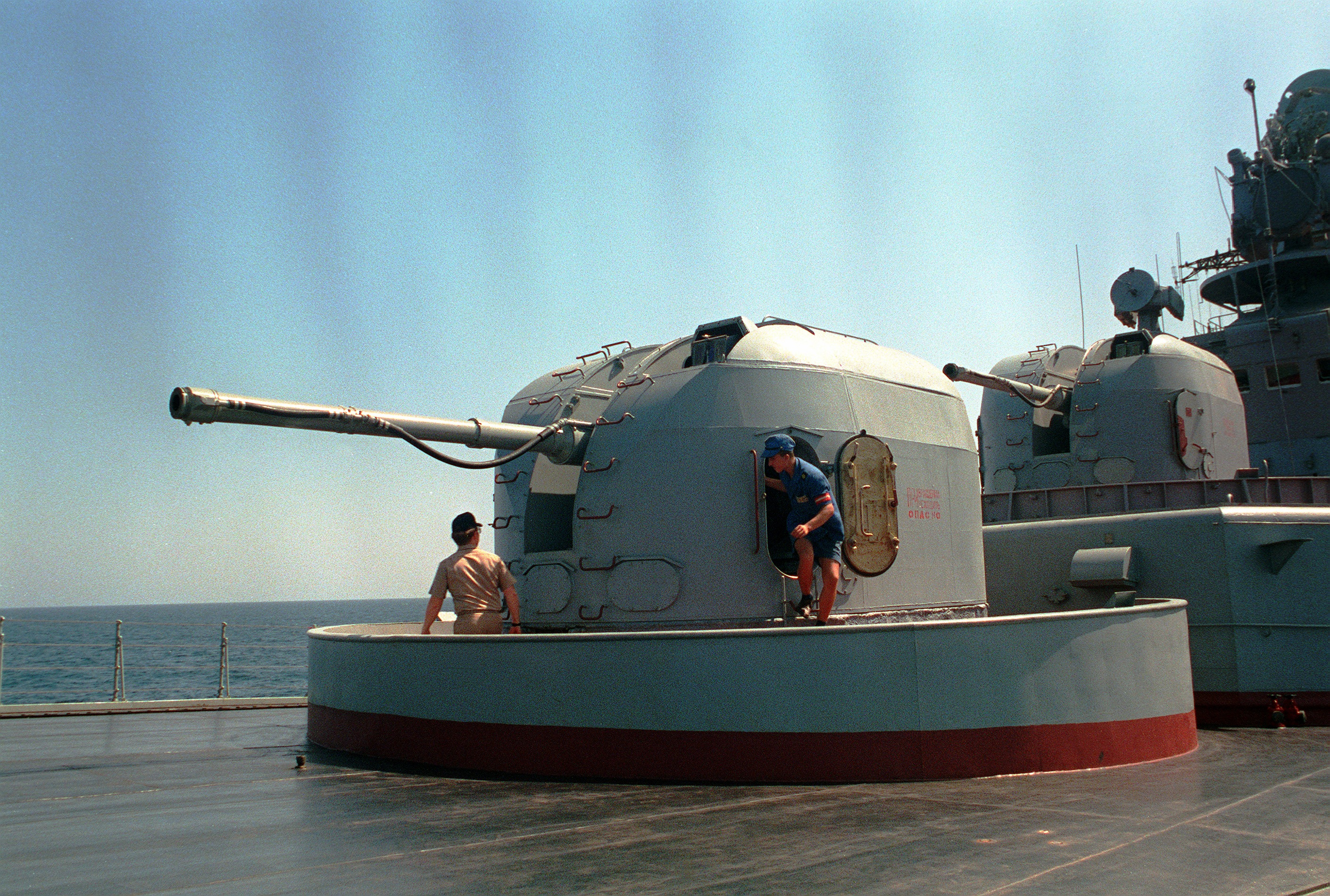
Pháo 100 mm AK-100
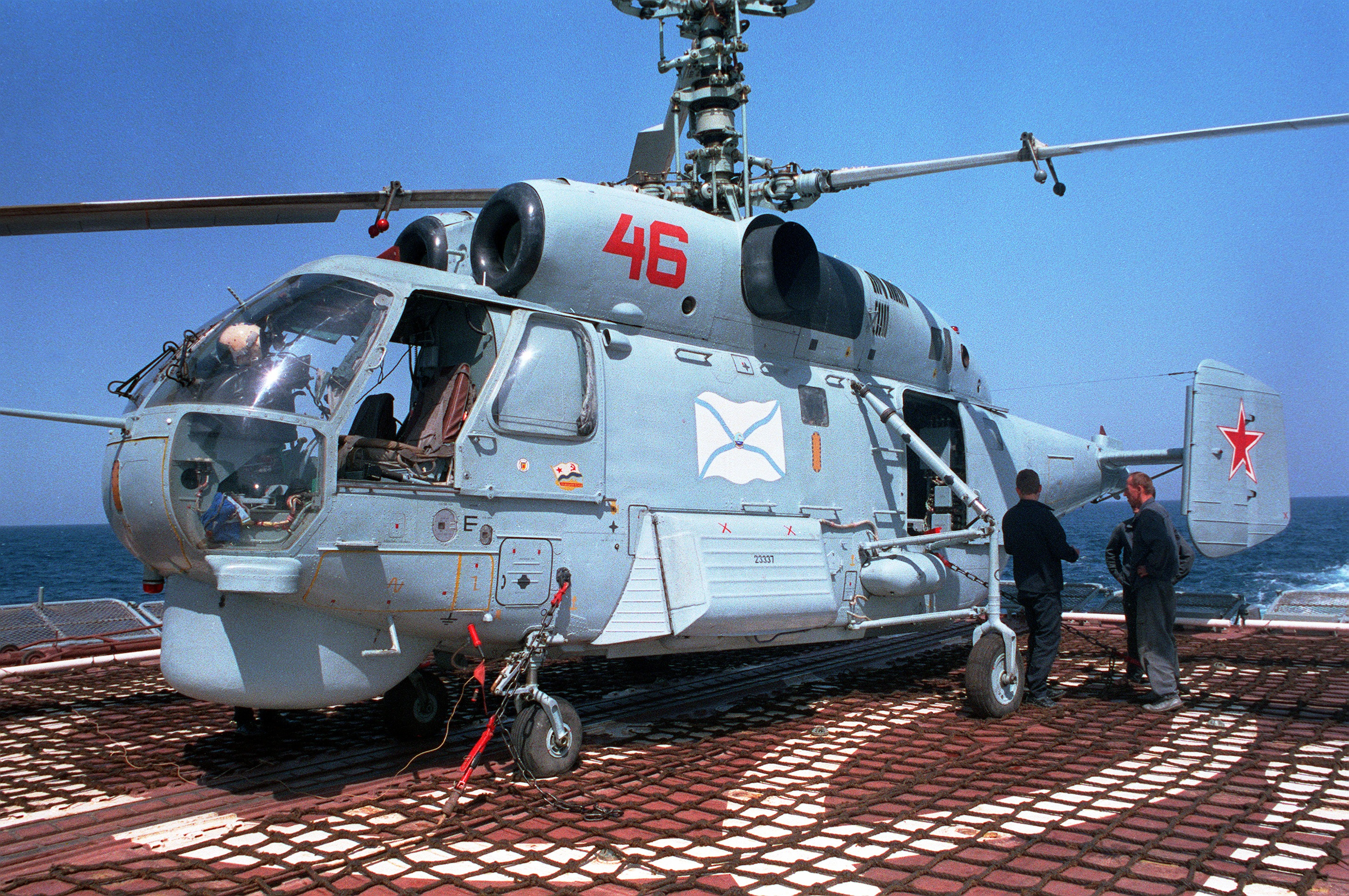
Trực thăng săn ngầm Ka-27